# معركة راتان وسفار
معركة راتان وسفار هما معركتان خاضهما الجيش السويدي ضد القوات الروسية في يومي 19 و20 أغسطس 1809 خلال الحرب الفنلندية، واللتان كانتا أخر معركتين بين القوات السويدية والروسية في الحرب.

## التخطيط وحشد القوات
تمكنت القوات الروسية من الاستيلاء على مدينة أوميو واجبار الجيش السويدي بقيادة الكونت ساندلس إلى التراجع جنوبا باتجاه هارنوساند، خلال ذلك طالب الإمبراطور ألكسندر الأول من أجل وقف الحرب أن تتنازل السويد عن كامل الأراضي الفنلندية.
ومن أجل تحقيق موقع تفاوضي أفضل خططت القيادة العسكرية السويدية لإنزال قوات منقولة بحرا في شمال المواقع الروسية في أوميو بهدف مهاجمتها من الخلف في حين تقوم قوة سويدية بقيادة فابيان وريد بمهاجمتهم من الأمام بقوة مؤلفة من 3,400 فرد. وقد أختير لقيادة القوات المنقولة بحرا الفريق غوستاف واتشميستر، ولم يكن هنالك تهديد روسي في البحر وذلك لوجود البحرية السويدية والبريطانية والتي فرضت سيطرتها.
غادرت القوة ستوكهولم في 8 أغسطس وابحرت شمالا باتجاه راتان التي تبعد 45 كيلومترا شمال مدينة أوميو، وبغرض التمويه وتجنب اكتشافها من قبل القوات الروسية المتمركزة في أومو توجهت القوة شرقا باتجها هولمون. وفي 16 أغسطس وصلت القوة إلى راتان وحدد يوم 19 أغسطس موعدا للهجوم.
تألفت القوة السويدة من:

2 سفينة خطية

1 فرقاطة

44 قارب مدفعية

6 قوادس

20-40 سفينة نقل

6,800 جندي

## المعركة
في 17 أغسطس نزلت وحدات الجيش السويدي من السفن في قرية راتان الساحلية، وقاموا في نفس اليوم بتدمير مفرزة صغيرة من القوات الروسية متواجدة في قرية ياكنبودا (5 كيلومترات شرق راتان) وبناء على معلومات تبين لاحقا انها غير صحيحة تفيد بأن قوة روسية مؤلفة من 2,000 فرد قادمة من الشمال قام واتشميستر بفرز 800 جندي من قواته ومدفعين في قرية بيغديو (8 كيلومترا شمال راتان) وذلك لحماية مؤخرة قواته.
في ذلك الوقت كان القائد الروسي الفريق نيكولاي كامنسكي يزحف جنوبا، وحينما علم بأمر إنزال القوة السويدية، سارع بالتوجه شمالا لمواجهتها، تاركا حوالي 3,000 فرد من قواته لمواجهة قوات فابيان في حين توجه بقوته الرئيسية حوالي 5,000 فرد لمهاجمة واتشميستر.
تأخرت القوة السويدية بقيادة واتشميستر في سافار (20 كم شمال أوميو)، وقامت القوات الروسية بمهاجمتها قرب قرية سافار في الساعة 7:30 صباحا في يوم 19 أغسطس، لتنتهي المعركة في الساعة 3 مساء بعد أن أمر واتشميستر قواته بالانسحاب إلى راتان، وعلى الرغم من انتصار القوات الروسية إلا أن الخسائر التي منيت بها جعلتها غير قادرة على مواجهة قوات ويرد القادمة من الجنوب
في سافار خسر السويديون 396 قتيل وحوالي 450 جريح في حين بلغت خسائر الروس حولي 600 قتيل ونحو 1,000 جريح.
بعد معركة سافار تراجعت القوات السويدية إلى قرية راتان وقاموا فورا بالتجهز لمعركة جديدة، في 20 أغسطس أمر كامنسكي قواته بمهاجمة السويديين في معركة تأخيرية تهدف إلى تأمين انسحاب عربات الامداد الروسية إلى الشمال، في المقابل امتلك السويديون دعما مدفعيا من اسطولهم البحري والذي تألف نحو 100 مدفع.
انسحبت قوات كامنسكي فور دخول قوات فابيا القادمة من الجنوب مدينة أوميو، وبلغت الخسائر في معركة راتان حوالي 150 سويدي (26 قتيل وأسيران) و 150 للروس ما بين قتيل وجريح.